# Једанаести сазив Народне скупштине Републике Српске
Jeданаесети сазив Народне скупштине Републике Српске конституисан је 15. новембра 2022. године на основу резултата избора који су одржани 2. октобра 2022. године. За предсједника Народне скупштине је на конститутивној сједници изабран Ненад Стевандић из Уједињене Српске.
За потпредсједнике Народне скупштине 1. децембра 2022. су изабрани: из српског народа Петко Ранкић (СП), из хрватског народа Ана Љубојевић (СНСД) и из бошњачког народа Мирсад Дуратовић (Покрет за државу, односно члан ДФ-а, странке из те коалиције).
Посланици једанаестог сазива су изабрали нову Владу Републике Српске 21. децембра 2022. године, на челу са Радованом Вишковићем, којем је то друга Влада на чијем је челу.. У Влади су се нашли министри из следећих странака СНСД (10 министара), СП (2), ДЕМОС (1), УС (1), НПС (1) и Покрет за Државу, односно странка из те коалиције БХ Зелени (1).

## Расподјела мандата
| Назив посланичког клуба или групе | Подржава владу | Освојено (октобар 2022) | Тренутно (април 2025) |
| --------------------------------- | -------------- | ----------------------- | --------------------- |
| СНСД                              | ДА             | 29                      | 32                    |
| СДС                               | НЕ             | 13                      | 11                    |
| ПДП                               | НЕ             | 8                       | 8                     |
| СП                                | ДА             | 5                       | 5                     |
| Покрет за државу                  | НЕ             | 5                       | 3                     |
| ДЕМОС                             | ДА             | 5                       | 2                     |
| УС                                | ДА             | 4                       | 4                     |
| ЗПР                               | НЕ             | 4                       | 4                     |
| ДНС                               | ДА             | 4                       | 2                     |
| НПС                               | ДА             | 3                       | 5                     |
| СПС                               | ДА             | 3                       | 3                     |
| НФ                                | НЕ             | -                       | 2                     |
| СДА                               | НЕ             | -                       | 1                     |
| БХ Зелени                         | НЕ             | -                       | 1                     |
| Укупно                            |                | 83                      | 83                    |
| Власт                             |                |                         | 53                    |
| Опозиција                         |                |                         | 30                    |
| Извор: НСРС                       |                |                         |                       |

## Народни посланици
За народне посланике су изабрани:

### Савез независних социјалдемократа
| Презиме и име               | Напомена                     |
| --------------------------- | ---------------------------- |
| 1. Башевић Страхиња         | до новембра 2024.[6]         |
| 1. Кулашинац Наташа         | умјесто Страхиње Башевића.   |
| 2. Букејловић Нина          |                              |
| 3. Видовић Радојица         |                              |
| 4. Врховац Дражен           |                              |
| 5. Ђајић Владо              |                              |
| 6. Жунић Игор               | до новембра 2024.[7]         |
| 6. Јелић Петар              | умјесто Игора Жунића.        |
| 7. Ијачић Милица            |                              |
| 8. Илић Младен              |                              |
| 9. Јошић Данијел            |                              |
| 10. Кабић Драгослав         | до 21. децембра 2022[8]      |
| 10. Вукојевић Огњен         | умјесто Драгослава Кабића[8] |
| 11. Крсмановић Александар   |                              |
| 12. Лаловић Ненад           |                              |
| 13. Љубојевић Ана           |                              |
| 14. Мазалица Срђан          |                              |
| 15. Митровић Војин          | до 21. децембра 2022[8]      |
| 15. Ловрић Милица           | умјесто Војина Митровића[8]  |
| 16. Пашалић Борис           |                              |
| 17. Перић Ромић Ранка       |                              |
| 18. Петковић Биљана         |                              |
| 19. Пијетловић Денис        |                              |
| 20. Ристић Славен           |                              |
| 21. Стевановић Зоран        |                              |
| 22. Ступар-Радић Александра |                              |
| 23. Суботић Александар      |                              |
| 24. Таминџија Илија         |                              |
| 25. Тасовац Милутин         |                              |
| 26. Радуловић Наташа        |                              |
| 27. Шеранић Ален            | до 21. децембра 2022[8]      |
| 27. Обрадовић Боривој       | умјесто Алена Шеранића[8]    |
| 28. Шкипина Дамјан          |                              |
| 29. Шулић Денис             | до 26. априла 2023[9]        |
| 29. Драгић Саша             | умјесто Дениса Шулића[9]     |

### Српска демократска странка
| Презиме и име             | Промјена статуса током мандата                                                                             |
| ------------------------- | --- |
| 1. Берјан Дарко           | |
| 2. Бодирога Огњен         | |
| 3. Васић Драгомир         | |
| 4. Говедарица Вукота      | |
| 5. Драгојевић-Стојић Маја | члан ПДП од марта 2025.[10]                                                                                |
| 6. Ђурић Перо             | |
| 7. Евђић Тамара           | до 26. априла 2023[9]                                                                                      |
| 7. Савић Милка            | умјесто Тамаре Евђић[9]                                                                                    |
| 8. Касаповић Милан        | |
| 9. Нешковић Желимир       | до 14. фебруара 2023[11]                                                                                   |
| 9. Стојановић Томица      | умјесто Желимира Нешковића[11]                                                                             |
| 10. Орашанин Мирјана      | |
| 11. Петровић Милан        | |
| 12. Радовић Милан         | новембра 2023. напустио СДС.[12] Посланик до 12. децембра 2023.[13]                                        |
| 12. Гламочак Недељко      | умјесто Милана Радовића[13]                                                                                |
| 13. Трнинић Александар    | члан НФ од маја 2023.[14] Од јула 2023. године самостални посланик.[15] Од марта 2024. године члан УС.[16] |

### Партија демократског прогреса
| Презиме и име        | Промјена статуса током мандата           |
| -------------------- | ---------------------------------------- |
| 1. Дончић Радислав   | члан Народног фронта од априла 2023.[17] |
| 2. Дринић Небојша    |                                          |
| 3. Марковић Славиша  |                                          |
| 4. Михајлица Миланко |                                          |
| 5. Савић-Баљац Мирна |                                          |
| 6. Вукомановић Тaња  |                                          |
| 7. Црнадак Игор      |                                          |
| 8. Чекић Диана       |                                          |

### Коалиција СП — НДП — СНП
| Презиме и име                                              | Промјена статуса током мандата |
| ---------------------------------------------------------- | ------------------------------ |
| 1. Ђокић Петар (до 21. децембра 2022) / Кокановић Зоран[8] |                                |
| 2. Куљић Огњен                                             |                                |
| 3. Ранкић Петко                                            |                                |
| 4. Станић Велибор                                          |                                |
| 5. Тодоровић Срђан                                         |                                |

### Коалиција Покрет за државу
| Презиме и име                | Промјена статуса током мандата                                                                                              |
| ---------------------------- | --- |
| 1. Гајић Андреа (СДП)        | |
| 2. Грбић Саша (СДП)          | |
| 3. Дуратовић Мирсад (ДФ)     | Искључен из Демократског фронта јануара 2023.[18] Од јуна 2023. године члан СДП.[19]                                        |
| 4. Салкић Рамиз (СДА)        | У јуну 2023. напустио посланички клуб "Покрет за државу", и дјелује као самостални посланик.[20]                            |
| 5. Хуртић Севлид (БХ Зелени) | до 21. децембра 2022.[8] |
| 5. Хуртић Амир (БХ Зелени)   | умјесто Севлида Хуртића[8] У јуну 2023. напустио посланички клуб "Покрет за државу", и дјелује као самостални посланик.[20] |

### Демократски покрет
| Презиме и име          | Промјена статуса током мандата    |
| ---------------------- | --------------------------------- |
| 1. Гашић Сузана        | члан СНСД-а од новембра 2024.[21] |
| 2. Дакић Милан         | члан СНСД-а од новембра 2024.[21] |
| 3. Мијатовић Синиша    |                                   |
| 4. Станишић Ацо        | члан СНСД-а од априла 2025.[22]   |
| 5. Стевановић Споменка |                                   |

### Уједињена Српска
| Презиме и име             | Промјена статуса током мандата         |
| ------------------------- | -------------------------------------- |
| 1. Васић Костадин         | Члан НПС-а од априла 2024. године.[23] |
| 2. Кајкут Зељковић Мирела |                                        |
| 3. Стевандић Ненад        |                                        |
| 4. Трнинић Милан          |                                        |

### За правду и ред — Листа Небојше Вукановића
| Презиме и име        | Промјена статуса током мандата |
| -------------------- | ------------------------------ |
| 1. Вукановић Небојша |                                |
| 2. Вучинић Ђорђе     |                                |
| 3. Граховац Загорка  |                                |
| 4. Савановић Милан   |                                |

### Демократски народни савез
| Презиме и име      | Промјена статуса током мандата           |
| ------------------ | ---------------------------------------- |
| 1. Брдар Драган    | члан НПС-а од новембра 2022.[24]         |
| 2. Дубравац Жељко  | члан Народног фронта од априла 2023.[25] |
| 3. Нешић Предраг   |                                          |
| 4. Шљивић Николина |                                          |

### Коалиција НПС — ПУС — Прва СДС
| Презиме и име   | Промјена статуса током мандата |
| --------------- | ------------------------------ |
| 1. Бањац Дарко  |                                |
| 2. Галић Драган |                                |
| 3. Ћибић Бобана |                                |

### Социјалистичка партија Српске
| Презиме и име        | Промјена статуса током мандата |
| -------------------- | ------------------------------ |
| 1. Дамјановић Тамара |                                |
| 2. Милаковић Милан   |                                |
| 3. Скоко Максим      |                                |